# 원두재
원두재(元斗載, 1997년 11월 18일~)는 대한민국의 축구 선수로 현재 UAE 프로리그의 코르 파칸 클럽에서 미드필더 겸 수비수로 뛰고 있다.

## 구단 경력
1997년 서울 출생으로 서울은평초등학교, 아현중학교, 청주 운호고등학교, 한양대학교를 거쳤다. 지역 축구 클럽인 은평FC(감독 안봉기)에서 축구를 시작하였다. 특히 운호고등학교 시절 그다지 크게 주목받지 못한 유망주였으나 보인고등학교와의 경기를 참관하던 정재권 한양대학교 감독에 눈에 띄어 한양대학교에 입학했고 이후 정재권 감독의 지도하에 엄청난 성장세를 보여주었다.
2017년 여름 한양대학교를 휴학한 뒤 J2리그의 아비스파 후쿠오카에 입단했다. 2017년 7월 29일 열린 몬테디오 야마가타와의 경기에서 프로 데뷔전을 치렀다. 2017년 9월 18일 로아소 구마모토와의 경기에서 프로 데뷔골을 기록했고 2017 시즌 반 시즌 동안 20경기에 출전해 2골을 기록하면서 팀의 J2리그 2017 시즌 4위 및 J1리그 승격 플레이오프 진출에 공헌했다. 비록 2018 시즌에는 초중반에 당한 장기부상으로 어려움을 겪기도 했으나 17경기에 출전하였고 2019 시즌에는 33경기에 출전하였다.
2019 시즌 종료 후 울산 현대로 이적하여 팀을 ACL 우승에 일조하였다.
2021 시즌을 앞두고, 신형민과 울산의 부주장으로 선임되었다.
2024 시즌 중 권경원이 뛰고 있는 UAE의 코르 파칸 클럽으로 이적하였다.

## 국가대표팀 경력
2016년 JS컵에 출전하는 대한민국 U-20 축구 국가대표팀에 차출되어 이 대회에서 3경기를 소화했다.
2019년 3월에 열린 2020년 AFC U-23 챔피언십 예선 H조 3경기에 모두 출전하여 팀을 4회 연속 AFC U-23 대회 본선에 올려놓았고 이후 이 대회 본선 명단에 포함되었다. 원두재는 이란과의 본선 C조 조별리그 2차전 경기에 처음 출전하였고 이후 결승전까지 5경기에 출전하여 팀의 사상 첫 AFC U-23 대회 우승 및 9회 연속 올림픽 본선 진출에 앞장섰으며 이와 같은 공로로 원두재는 대회 MVP를 수상하는 영예를 안았다.
2019년 9월 A매치를 앞두고 대한민국 축구 국가대표팀에 처음으로 소집되었다. 2020년 11월 15일에 열린 멕시코 축구 국가대표팀과의 경기에서 성인 대표팀 데뷔전을 치렀다.

## 수상

### 팀

#### 대한민국 U-23
- AFC U-23 챔피언십 우승 : 2020

#### 울산 현대
- AFC 챔피언스리그 우승: 2020
- K리그1 우승: 2022

### 개인
- 2020년 AFC U-23 챔피언십 MVP
- AFC U-23 베스트11: 2020